# Chapelle-d'Huin
Chapelle-d'Huin is een gemeente in het Franse departement Doubs (regio Bourgogne-Franche-Comté) en telt 351 inwoners (1999). De plaats maakt deel uit van het arrondissement Pontarlier.

## Geografie
De oppervlakte van Chapelle-d'Huin bedraagt 22,8 km², de bevolkingsdichtheid is 15,4 inwoners per km².

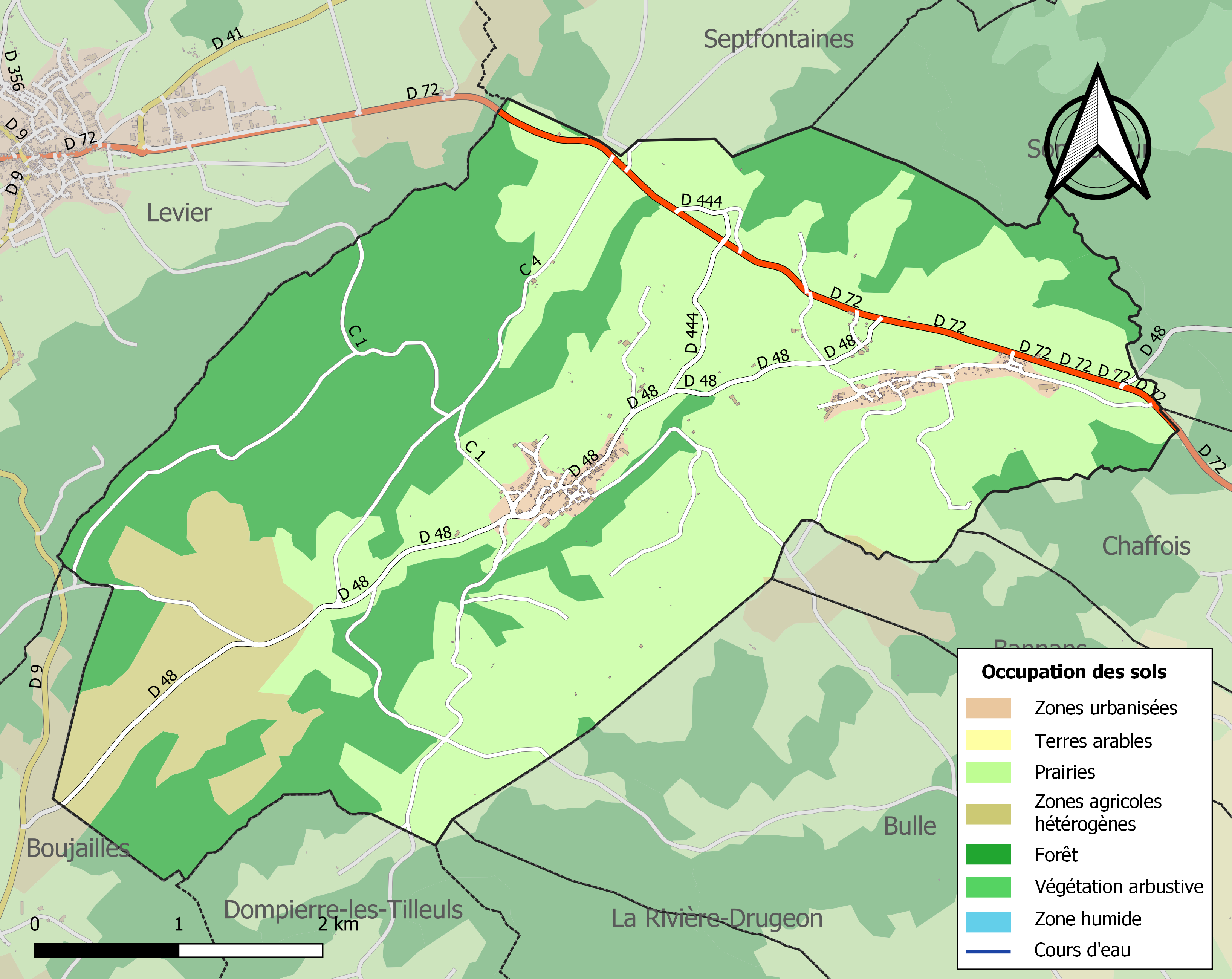
Kaart van de gemeente met de belangrijkste infrastructuur, bodemgebruik en omliggende gemeenten

## Demografie
Onderstaande figuur toont het verloop van het inwonertal (bron: INSEE-tellingen).